# Peter Ali
Pour les articles homonymes, voir Ali.
Peter Ali, né le 22 mai 1956, est un ancien joueur australien de basket-ball.